# 1122 Neith
1122 Neith је астероид главног астероидног појаса. Приближан пречник астероида је 12,01 ,
а средња удаљеност астероида од Сунца износи 2,607 астрономских јединица (АЈ).
Инклинација (нагиб) орбите у односу на раван еклиптике је 4,738 степени, а орбитални период износи 1537,670 дана (4,209 године). Ексцентрицитет орбите астероида износи 0,256.
Апсолутна магнитуда астероида износи 11,10 а геометријски албедо 0,445.
Астероид је откривен 17. септембра 1928. године.